# Асим Ферхатович-Хасе (стадион)
Олимпийският стадион „Асим Ферхатович-Хасе“ (на босненски: Asim Ferhatović-Hase) е многофункционален стадион в Сараево, Босна и Херцеговина, построен през 1946 г. и открит през 1947 г.
Приема церемониите по откриването на Зимните олимпийски игри през 1984 г.
От 2004 г. носи името на прочутия местен футболист А̀сим Ферха̀тович (24 януари 1933, Сараево, Кралство Югославия – 25 януари 1987, Сараево, СФРЮ), по прозвище Ха̀се.
Разполага с капацитет от 34 630 седящи места и приема домакинските мачове на ФК „Сараево“.